# Karl Maka
Karl Maka, aussi appelé Carl Mak, de son vrai nom Mak Kar-sheung (麥嘉尚, né le 29 février 1944) est un producteur, réalisateur, acteur et animateur de télévision américain, célèbre pour ses rôles dans le cinéma hongkongais et en particulier pour le duo qu'il forme avec Sam Hui dans la série des Mad Mission (en). Le premier film lui permettant d'ailleurs de remporter le Hong Kong Film Award du meilleur acteur en 1982. Il participe également à la production des films de Ringo Lam (City on Fire, Prison on Fire, School on Fire, etc.).

## Biographie
Karl Maka émigre à Hong Kong à 14 ans en 1958 avec sa famille. En 1963, ils s'installent aux États-Unis à New York où il étudie l'ingénierie électronique à l'université de technologie de Brooklyn avant de devenir ingénieur en 1969 pour la compagnie de téléphone du New Jersey. Il démissionne plusieurs années plus tard pour étudier le cinéma à l'université de New York.
Il revient à Hong Kong en 1973 et fonde en 1975 une compagnie de production cinématographique qui ferme cependant en 1978. Il fonde finalement la Cinema City Enterprises en 1980 avec Raymond Wong et Dean Shek. Après avoir produit de nombreux films à succès, dont la série des Mad Mission (en), la société ferme ses portes en 1991 et Karl Maka se retire du monde du cinéma.
Il revient en 2000 pour un petit rôle dans Winner Takes All (en).

## Filmographie
| Année | Titre                               | Notes                                    |
| ----- | ----------------------------------- | ---------------------------------------- |
| 1976  | Sathesh                             | scénariste/réalisateur                   |
| 1977  | Tout pour le kung fu                | acteur                                   |
| 1977  | Winner Takes All                    | scénariste/réalisateur                   |
| 1978  | Dirty Kung Fu                       | acteur                                   |
| 1978  | Dirty Tiger, Crazy Frog (en)        | acteur/scénariste/réalisateur            |
| 1979  | His Name Is Nobody (en)             | acteur/réalisateur                       |
| 1979  | Iron Fists                          | acteur/réalisateur                       |
| 1979  | Le Maître intrépide                 | acteur                                   |
| 1979  | Odd Couple                          | caméo/producteur                         |
| 1980  | By Hook or by Crook (en)            | acteur/réalisateur                       |
| 1980  | Crazy Crooks (en)                   | acteur/réalisateur                       |
| 1980  | The Victim (en)                     | acteur/producteur                        |
| 1981  | All the Wrong Clues (en)            | acteur/producteur                        |
| 1981  | Beware of Pickpockets (en)          | acteur/producteur                        |
| 1981  | Chasing Girls (en)                  | caméo/réalisateur/producteur             |
| 1981  | La Course à l'emploi                | acteur                                   |
| 1982  | Mad Mission                         | acteur/producteur                        |
| 1982  | It Takes Two (en)                   | acteur/réalisateur                       |
| 1982  | Life After Life                     | producteur                               |
| 1983  | Mad Mission 2                       | acteur                                   |
| 1983  | Esprit d'amour (en)                 | producteur                               |
| 1984  | Mad Mission 3                       | acteur                                   |
| 1984  | Lifeline Express                    | producteur                               |
| 1984  | Merry Christmas                     | acteur                                   |
| 1984  | The Occupant                        | producteur                               |
| 1985  | For Your Heart Only                 | producteur                               |
| 1986  | Mad Mission 4                       | acteur/scénariste                        |
| 1986  | Le Flic de Hong Kong 3              | acteur                                   |
| 1987  | City on Fire                        | producteur                               |
| 1987  | Prison on Fire                      | producteur                               |
| 1987  | The Thirty Million Dollar Rush (en) | acteur/scénariste/réalisateur/producteur |
| 1988  | The Eighth Happiness                | caméo                                    |
| 1988  | School on Fire                      | producteur                               |
| 1988  | Tiger on Beat (en)                  | producteur                               |
| 1989  | Mad Mission 5                       | acteur/producteur                        |
| 1989  | Triads: The Inside Story (en)       | producteur                               |
| 1990  | Chicken a La Queen                  | producteur                               |
| 1990  | Skinny Tiger and Fatty Dragon       | acteur/producteur                        |
| 1990  | Tiger on the Beat 2                 | producteur                               |
| 1990  | Guerres de l'ombre                  | producteur                               |
| 1991  | The Banquet                         | caméo                                    |
| 1991  | In the Lap of God                   | producteur                               |
| 1991  | Magnificent Scoundrels              | acteur/producteur                        |
| 1991  | Prison on Fire II                   | producteur                               |
| 2000  | Winner Takes All (en)               | acteur                                   |
| 2003  | Zen Master                          | acteur                                   |
| 2016  | The Bodyguard                       | caméo                                    |